# Ellen Glasgow
Ellen Anderson Gholson Glasgow (ur. 22 kwietnia 1873, zm. 21 listopada 1945) – amerykańska powieściopisarka.

## Biografia
Była autorką realistyczno-psychologicznych powieści, w których kreśliła obraz przemian zachodzących na Południu Stanów Zjednoczonych, głównie w Wirginii od połowy XIX wieku do połowy XX.
Członkini Amerykańskiej Akademii Sztuki i Literatury, która w 1940 roku nagrodziła ją William Dean Howells Medal. W 1942 pisarka otrzymała Nagrodę Pulitzera.

## Wybrane powieści
- The Battle-Ground (1902)
- The Deliverance (1904)
- The Wheel of Life (1906)
- The Romance of a Plain Man (1909)
- Virginia (1913)
- The Builders (1919)
- The Past (1920)
- One Man In His Time (1922)
- Barren Ground (1925)
- The Romantic Comedians (1926)
- They Stooped to Folly (1929)
- The Sheltered Life (1932)
- Vein of Iron (1935)
- In This Our Life (1941)